# 右位心
右位心（英語：dextrocardia）是一種罕見的先天異常，患者心臟的心尖位於身體的右側。
術語 dextrocardia 的語源為拉丁語 dextro，義為“右”，以及希臘語 kardia，義為“心臟”。

## 外部連結
- DextrocardiaNIH訂定的罕见病。
- Dextrocardia with situs inversusNIH訂定的罕见病。